# Cyclassics Hamburg 2005
De 10de editie van de Duitse wielerwedstrijd HEW Cyclassics werd gehouden op 31 juli 2005 in en om de stad Hamburg. De wedstrijd ging over 250,5 kilometer en had, op enkele beklimmingen van de Waseberg na, geen noemenswaardige hindernissen. Het was de laatste editie die onder de naam HEW Cyclassics werd verreden, vanaf 2006 ging de wedstrijd verder onder de naam Vattenfall Cyclassics.

## Uitslag
| HEW-Cyclassics-Cup 2005 (250.5 km) |                     |                       |          |
| Plaats                             | Naam                | Ploeg                 | Tijd     |
| Winnaar                            | Filippo Pozzato     | QuickStep             | 6u00'59" |
| 2                                  | Luca Paolini        | QuickStep             | z.t.     |
| 3                                  | Allan Davis         | Liberty Seguros-Würth | z.t.     |
| 4                                  | Fabian Cancellara   | Fassa Bortolo         | z.t.     |
| 5                                  | Davide Rebellin     | Team Gerolsteiner     | z.t.     |
| 6                                  | Martin Elmiger      | Phonak                | z.t.     |
| 7                                  | Salvatore Commesso  | Lampre-Caffita        | z.t.     |
| 8                                  | Vladimir Gusev      | Team CSC              | z.t.     |
| 9                                  | Juan Antonio Flecha | Fassa Bortolo         | z.t.     |
| 10                                 | Bert Grabsch        | Phonak                | z.t.     |
|                                    |                     |                       |          |
| 13                                 | Bram Tankink        | QuickStep             | z.t.     |
| 18                                 | Nick Nuyens         | QuickStep             | +00' 28" |

1996 · 
1997 · 
1998 · 
1999 · 
2000 · 
2001 · 
2002 · 
2003 · 
2004 · 
2005 · 
2006 · 
2007 · 
2008 · 
2009 · 
2010 · 
2011 · 
2012 ·
2013 · 
2014 ·  
2015 ·  
2016 ·  
2017 · 
2018 · 
2019 · 
2020 · 
2021 · 
2022 · 
2023 ·
2024 ·
2025
 Parijs-Nice · 
 Tirreno-Adriatico · 
 Milaan-San Remo · 
 Ronde van Vlaanderen · 
 Gent-Wevelgem · 
 Ronde van het Baskenland · 
 Parijs-Roubaix · 
 Amstel Gold Race · 
 Waalse Pijl · 
 Luik-Bastenaken-Luik · 
 Ronde van Romandië · 
 Ronde van Catalonië · 
 Ronde van Italië · 
 Critérium du Dauphiné Libéré · 
 Ronde van Zwitserland · 
 Ploegentijdrit Eindhoven · 
 Ronde van Frankrijk · 
 HEW-Cyclassics-Cup · 
  ENECO Tour · 
 Clásica San Sebastián · 
 Ronde van Duitsland · 
 Ronde van Spanje · 
 GP Ouest-France-Plouay · 
 Ronde van Polen · 
 Kampioenschap van Zürich · 
 Parijs-Tours · 
 Ronde van Lombardije